# Chytonix latipennis
Chytonix latipennis là một loài bướm đêm trong họ Noctuidae.